# Gesta Francorum
Gesta Francorum (Dejanja Frankov) s polnim naslovom De Gesta Francorum et aliorum Hierosolimitanorum (Dejanja Frankov in drugih romarjev v Jeruzalem) je latinska kronika prve križarske vojne, ki je bila napisana leta 1100 ali 1101. Ime avtorja ni znano, bil pa je nekdo iz spremstva Bohemonda I. Antioškega.
Kronika opisuje dogodke na prvem križarskem pohodu od začetka novembra 1095 do bitke pri Askalonu avgusta 1099. Avtor je bil Norman ali Italijan iz Apulije. Dogodke na pohodu v Jeruzalem, ki ga je najprej vodil Bohemond, nato pa Rajmond Touluški, je pisal med samim pohodom. Pri pisanju mu je pomagal pisar, ki je občasno tudi sam pisal in urejal zapise. Nastala je kronika neprecenljive vrednosti, ker jo je napisal nekdo, ki ni bil na kakšnem visokem plemiškem ali cerkvenem položaju. 
Najpomembnejši zgodovinski prispevek kronike so dnevni zapisi dogodkov na potovanju: vojaške operacije, oskrbovanje, spreminjanje razpoloženja križarjev, obtoževanje Grkov, in vsakodnevni premiki. 
Za izobražene sodobnike je bil anonimni avtor Geste neizobražen »robavs«. Guibert Nogentski, ki je na osnovi Gesta leta 1108 napisal svojo kroniko Dei gesta per Francos, o izvirniku pravi, da »bralca pogosto osupne s svojo neokusno brezpomembnostjo«. Robert Menih iz Reimsa je bil kasneje zadolžen, da celo Gesto napiše znova in jo literarno in zgodovinsko dodela. Nekaj podobnega je kasneje naredil tudi Baudri Dolski. Izvirnik se je kljub svoji robatosti ohranil in je danes eden najpomembnejših primarnih virov informacij iz prve križarske vojne. 